# SP Tre Fiori
Die SP Tre Fiori (vollständig: Società Polisportiva Tre Fiori) ist ein Fußballverein aus der Gemeinde Fiorentino (San Marino). Er wurde 1949 gegründet. Die Farben des Vereins sind gelb-blau. Der Verein wird derzeit geleitet von Präsident Marino Casali. Trainer der ersten Mannschaft ist Floriano Sperindio. Tre Fiori spielt auf einem eigenen Platz in Fiorentino, der 700 Zuschauer fasst.

## Sportliche Erfolge

### Liga

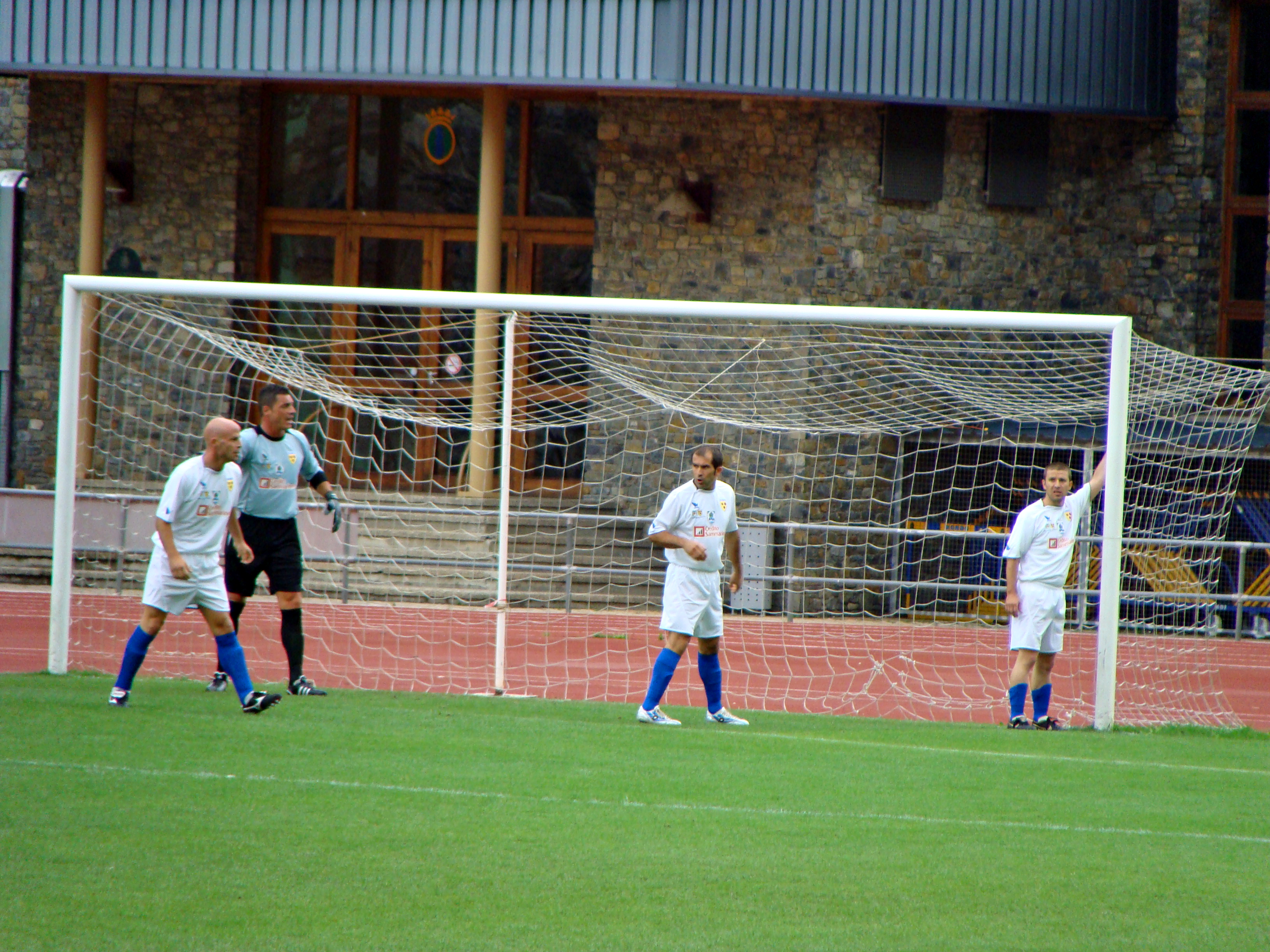
Spieler von Tre Fiori beim UEFA-Champions-League-Spiel gegen UE Sant Julià (2009/10)

Die SP Tre Fiori ist einer der erfolgreichsten Vereine San Marinos. Mit sieben Meisterschaften (1988, 1993, 1994, 1995, 2009, 2010 und 2011) ist der Verein Rekordtitelträger des Landes. 1988 wurde der Verein als Aufsteiger auf Anhieb Sammarinesischer Meister. Im Play-off-Finale gewann der Verein nach Elfmeterschießen gegen den SS Virtus mit 9:8. In den beiden darauffolgenden Jahren kämpfte Tre Fiori gegen den Abstieg aus der ersten Liga.
Zwischen 1990 und 1992 wurde der Verein dann wieder einmal Erster und zweimal Zweiter der sammarinesischen Liga, scheiterte aber jeweils in der Play-off-Runde um die Meisterschaft. Zwischen 1993 und 1995 dominierte Tre Fiori seine Konkurrenz und holte drei Mal in Folge den Meistertitel.
An diese Erfolge konnte die Mannschaft in den folgenden Jahren nicht mehr anknüpfen. Nach der Teilung der 1. Liga gelang es Tre Fiori nur noch zweimal, 1998 und 2000, die Endrunde um die Meisterschaft zu erreichen. 1998 unterlag das Team im Finale die SS Folgore/Falciano mit 1:2 n. V., 2000 schied man im Halbfinale aus. In der Saison 2003/04 verfehlte Tre Fiori als Viertplatzierter seiner Ligengruppe um drei Punkte die Teilnahme an den Play-offs.
Im Jahr 2007 erreichte der Verein erstmals seit neun Jahren wieder das Endspiel um die Meisterschaft, dieses wurde jedoch gegen die SS Murata mit 0:4 verloren. Zwei Jahre später gewann Tre Fiori dann seinen 5. Meistertitel. Im Play-off-Finale schlug die Mannschaft die AC Juvenes/Dogana mit 3:1 i. E. Der Meistertitel konnte 2010 durch ein 2:1 im Finale gegen Tre Penne Galazzano verteidigt werden.
In der ersten Qualifikationsrunde zur UEFA Champions League 2009/10 schied Tre Fiori nach zwei 1:1-Unentschieden erst im Elfmeterschießen gegen den andorranischen Meister UE Sant Julià aus. In der Qualifikation zur UEFA Champions League 2010/11 scheiterte die Mannschaft in der ersten Runde mit 0:3 und 1:4 am FK Rudar Pljevlja aus Montenegro.
Bei der Qualifikation zur UEFA Champions League 2011/12 war nach einer 0:3-Niederlage im Hinspiel und nach einer 1:2-Niederlage im Rückspiel gegen den maltesischen Meister FC Valletta Endstation.

### Coppa Titano
Die Coppa Titano, den san-marinesischen Fußballpokal, gewann Tre Fiori bislang Achtmal: 1966, 1971, 1974, 1975, 1985 und 2010, 2019, 2022 Drei weitere Male 1986, 1992 und 2001 stand der Verein im Endspiel.

### Trofeo Federale
Fünfmal, 1991, 1993, 2010, 2011 und 2022 gewann Tre Fiori die Trofeo Federale, den Supercup zwischen dem Landesmeister und dem Pokalsieger.

## Europapokalbilanz
| Saison  | Wettbewerb                    | Runde                  | Gegner            | Gesamt          | Hin     | Rück    |
| ------- | ----------------------------- | ---------------------- | ----------------- | --------------- | ------- | ------- |
| 2009/10 | UEFA Champions League         | 1. Qualifikationsrunde | UE Sant Julià     | 2:2 (5:6 i. E.) | 1:1 (H) | 1:1 (A) |
| 2010/11 | UEFA Champions League         | 1. Qualifikationsrunde | FK Rudar Pljevlja | 1:7             | 0:3 (H) | 1:4 (A) |
| 2011/12 | UEFA Champions League         | 1. Qualifikationsrunde | FC Valletta       | 1:5             | 0:3 (H) | 1:2 (A) |
| 2018/19 | UEFA Europa League            | Vorqualifikation       | Bala Town         | 3:1             | 3:0 (H) | 0:1 (A) |
| 2018/19 | UEFA Europa League            | 1. Qualifikationsrunde | NK Rudar Velenje  | 00:10           | 0:7 (A) | 0:3 (H) |
| 2019/20 | UEFA Europa League            | Vorqualifikation       | KÍ Klaksvík       | 1:9             | 1:5 (A) | 0:4 (H) |
| 2020/21 | UEFA Champions League         | Vorqualifikation       | Linfield FC       | 0:2             | 0:2 (N) | 0:2 (N) |
| 2020/21 | UEFA Europa League            | 2. Qualifikationsrunde | Riga FC           | 0:1             | 0:1 (A) | 0:1 (A) |
| 2022/23 | UEFA Europa Conference League | 1. Qualifikationsrunde | CS Fola Esch      | 4:1             | 1:0 (A) | 3:1 (H) |
| 2022/23 | UEFA Europa Conference League | 2. Qualifikationsrunde | B36 Tórshavn      | 0:1             | 0:1 (A) | 0:0 (H) |
| 2025/26 | UEFA Conference League        | 1. Qualifikationsrunde | FC Pjunik Jerewan | 1:5             | 1:0 (H) | 0:5 (A) |

Gesamtbilanz: 20 Spiele, 4 Siege, 3 Unentschieden, 13 Niederlagen, 13:44 Tore (Tordifferenz −31)
Gegen Bala Town gelang dem SP Tre Fiori der erste internationale Sieg einer san-marinesischen Mannschaft.
Stand: 17. Juli 2025

## Spieler
Nationalspieler
- Andrea Ugolini (1993–1995)
- Manuel Marani (2003–2004)
- Ivan Matteoni (2003–2004)
- Giacomo Benedettini (2003–)
- Gianluca Bollini (2004–2008)
- Luca Bonifazi (2004–2008)
- Alan Toccaceli (2004–)
- Federico Crescentini (2006)
- Matteo Andreini (2006–)
- Federico Valentini (2007–2008)